# Paul Franke
Paul Franke (18. června 1867 Hrozová – 5. prosince 1933 Velké Losiny) byl československý politik německé národnosti a meziválečný senátor Národního shromáždění.

## Biografie
Studoval školy v Opavě a ve Vídni. Roku 1908 koupil statek ve Velkých Losinách. V letech 1922–1929 byl starostou Velkých Losin.
Po parlamentních volbách v roce 1920 získal za Německý svaz zemědělců (BdL) senátorské křeslo v Národním shromáždění. Mandát ale nabyl až dodatečně, roku 1922, jako náhradník poté, co zemřel senátor Heinrich Fritsch. Profesí byl rolníkem z Velkých Losin.
Zemřel počátkem prosince 1933.